# Christian August Friedrich Garcke
Christian August Friedrich Garcke (1819, Bräunrode, Mansfeld-1904, Berlín) fue un farmacéutico y botánico alemán.
En 1865 es empleado en el Real Museo Botánico de Berlín; y en 1871 oposita y gana ser Profesor excepcional de Botánica. Entre sus colegas adquiere sólida reputación como una importante autoridad en fanerógamas de Alemania.
Su Flora de Alemania, de 1849 fue usada extensamente. Garcke además fue coeditor de una multiplicidad de tratados botánicos, y en nuevas ediciones mejoradas de sus trabajos previos. De 1867 a 1882 fue editor de la revista Linnæa.

## Algunas publicaciones
- August Garcke's illustrierte Flora von Deutschland. Zum Gebrauche auf Exkursionen, in Schulen und zum Selbstuntericht. 20., umgearbeitete Auflage. Herausg. von F. Niedenzu. Verlangsbuchhandlung Paul Parey, Berlín 1908

- Illustrierte Flora Deutschland und angrenzende Gebiete. 23., völlig neu gestaltete Ausgabe. Herausg. v. K. von Weihe. Verlag Paul Parey, Berlín y Hamburgo, 1972. ISBN 3-489-68034-0

## Honores

### Eponimia
Su casa natal lleva en su honor el nombre "Garckestift". Está resguardada y se conservan muebles y documentación.
Especies
- (Malvaceae) Abutilon garckei Baker f.[1]

- (Passifloraceae) Passiflora garckei Mast.[2]